# Aston Martin DBX
Aston Martin DBX este un SUV crossover de lux de dimensiuni medii produs de producătorul britanic de mașini de lux Aston Martin. Producția a început oficial pe 9 iulie 2020. DBX este prima mașină fabricată la noua unitate Aston Martin din St Athan, Țara Galilor.